# 지방도 제697호선
지방도 제697호선은 전북특별자치도 완주군 운주면 장선삼거리에서 충청남도 논산시를 거쳐 공주시 이인면 이인삼거리를 잇는 충청남도의 지방도이다. 장선삼거리부터 약 3.6km 구간은 전북특별자치도에 속하기 때문에 충청남도의 지방도이지만 전북특별자치도에서 관리한다. 
논산시 양촌면 웅천교에서 신흥삼거리까지 국가지원지방도 제68호선과 중첩한다.

## 연혁
- 2003년 1월 20일 : 양촌우회도로(논산시 양촌면 남산리 ~ 인천리) 1.26km 구간 개통, 기존 시내 640m 구간 폐지[2]
- 2003년 2월 20일 : 지방도 노선 폐지 및 재지정으로 총연장이 48.3km에서 48.2km로 변경[3]
- 2012년 7월 1일 : 충청남도 구간 지방도 노선 조정[4]
- 2021년 1월 11일 : 국방대진입도로(논산시 연산면 연산리 ~ 양촌면 거사리) 4.2km 구간 확장 개통[5]
- 2023년 7월 31일 : 지방도 노선 조정. 단, 총 연장은 변동 없음.[6]

## 주요 경유지

### 전북특별자치도
- 완주군
  - 운주면 장선삼거리 - 운주중학교 - 운주정류장 - 운주삼거리 - 완창교 - 완창리

### 충청남도
- 논산시
  - 양촌면 신기리 - 채광교 - 채광리 - 인천리 - 양촌교 - 건양중학교, 건양고등학교 - 남산리 - 모촌리 - 양촌육교 - 웅천교 - (모촌2리) - 신흥리 - 신흥삼거리 - 반곡초등학교 - 반곡리 - 명암교 - 명암리
  - 연산면 신양리 - 신암리 - 연산정류소 - 연산사거리 - 연암교 - 연산리 - 연산시장 - 연산과선교 - 청동리 - 고양사거리 - 고양교 - 고양리 - 표정교 - 표정리 - 장전삼거리 - 장전리 - 백석초등학교 - 백석교 - 백석리 - 어은교 - 어은리
  - 상월면 대우리 - 더힐CC - 대우교 - 대촌리 - 대촌사거리 - 대명리 - 대명교 - 석종교 - 주내사거리 - 석종리

- 공주시
  - 계룡면 경천리 - 경천교 - 신원사입구삼거리 - 경천초등학교 - 화헌교 - 하마루 - 상성초등학교(폐교) - 상성리 - 상성 교차로 - 죽곡리 - 항지교 - 향지리
  - 이인면 반송리 - 반송삼거리 - 복룡삼거리 - 복룡리 - 이인리 - 이인 교차로 - 이인중학교 - 이인교 - 이인삼거리

## 중복 구간
- 논산시 양촌면 (모촌2리) ~ 신흥삼거리 : 국가지원지방도 제68호선과 중복

## 도로명
전북특별자치도
- 완주군 운주면 장선삼거리 ~ 완창리 : 운주로

충청남도
- 논산시 양촌면 신기리 ~ 연산면 연산시장 : 황산벌로
- 논산시 연산면 연산시장 ~ 공주시 계룡면 신원사입구삼거리 : 선비로
- 공주시 계룡면 신원사입구삼거리 ~ 하마루 : 신원사로
- 공주시 계룡면 하마루 ~ 이인면 복룡삼거리 : 구부내로
- 공주시 이인면 복룡삼거리 ~ 이인삼거리 : 금광로